# Utelga relicta
Utelga relicta är en plattmaskart som beskrevs av Tor Karling 1954. Utelga relicta ingår i släktet Utelga och familjen Koinocystididae. Inga underarter finns listade i Catalogue of Life.